# Мікоїди
Мікоїди (рос. микоиды, англ. mikoides, micoids, нім. Glimmergesteine n pl) – породотвірні мінерали лускуватої будови. Від англ. mica – слюда. Маловживаний термін.